# Diakopo
Diakopo (griechisch Διάκοπο (n. sg.), Aussprache [ˈðjakɔpɔ]) ist eine griechische Insel im Südosten der Diapontischen Inseln. Sie gehört zum Gemeindebezirk Mathraki der Gemeinde Kendriki Kerkyra ke Diapondia Nisia.
Das Eiland liegt etwa 4,7 km vor der Nordwestküste der Insel Korfu. Kaum 200 Meter nordöstlich befindet sich die Insel Diaplo. Beide Inseln sind unbewohnt.